# Janice Lawrence Braxton
Janice Lawrence Braxton, född den 7 juni 1962 i Lucedale i Mississippi, är en amerikansk basketspelare som tog tog OS-guld 1984 i Los Angeles. Detta var USA:s tredje OS-guld i dambasket någonsin. Hon var även med och tog guld vid panamerikanska spelen 1983.